# York Community Stadium
ورزشگاه یورک کامیونیتی (که به دلیل اهداف حمایت مالی با نام ورزشگاه LNER کامیونیتی شناخته می‌شود) یک ورزشگاه چند منظوره در هانتینگتون، یورک، انگلستان است. این ورزشگاه متعلق به شورای شهر یورک است و باشگاه فوتبال یورک سیتی و باشگاه فوتبال لیگ راگبی یورک به طور مشترک از آن استفاده می‌کنند. ظرفیت این ورزشگاه تمام صندلی ۸۵۰۰ نفر است. جابجایی به یک ورزشگاه جدید به دلیل شرایط وامی که یورک سیتی از صندوق بهبود ورزشگاه‌های فوتبال برای خرید زمین بوثام کرسنت خود دریافت کرده بود، ضروری بود. مجوز برنامه‌ریزی برای طرح فعلی که توسط گرینویچ لیژر ارائه شده بود، در مارس ۲۰۱۵ اعطا شد. پس از چندین تأخیر، ساخت و ساز در دسامبر ۲۰۱۷ آغاز شد و در دسامبر ۲۰۲۰ به پایان رسید. علاوه بر ورزشگاه، این مکان دارای یک مجتمع تفریحی و یک مرکز اجتماعی است. بازی افتتاحیه در ورزشگاه یورک کامیونیتی، شاهد رویارویی یورک سیتی با AFC Fylde در ۱۶ فوریه ۲۰۲۱ بود که با پیروزی ۳ بر ۱ فیلد به پایان رسید و الکس ویتمور گل اول را در این ورزشگاه به ثمر رساند.[1] این ورزشگاه میزبان هر دو نیمه نهایی زنان جام جهانی لیگ راگبی ۲۰۲۱ بود.
https://en.wikipedia.org/wiki/York_Community_Stadiu